# Do Choqā
Do Choqā (persiska: دو چقا) är en ort i Iran.   Den ligger i provinsen Kermanshah, i den västra delen av landet, 400 km väster om huvudstaden Teheran. Do Choqā ligger 1 313 meter över havet och antalet invånare är 243.
Terrängen runt Do Choqā är huvudsakligen kuperad, men norrut är den bergig.Runt Do Choqā är det ganska tätbefolkat, med 185 invånare per kvadratkilometer. Närmaste större samhälle är Varmenjeh, 12,5 km öster om Do Choqā. Omgivningarna runt Do Choqā är i huvudsak ett öppet busklandskap.